# Denni Rocha dos Santos
Denni Rocha dos Santos, meglio noto come Denni (Rio de Janeiro, 21 agosto 1982), è un ex calciatore brasiliano, di ruolo centrocampista.

## Carriera
In carriera ha giocato 13 partite di qualificazione alle coppe europee, di cui 7 per la Champions League e 6 per l'Europa League, tutte con il Valletta.

## Palmarès

### Club

#### Competizioni nazionali
- Supercoppa di Malta: 4

Valletta: 2010, 2011, 2012
Hibernians: 2015
- Campionato maltese: 4

Valletta: 2010-2011, 2011-2012, 2013-2014, 2017-2018
- Coppa di Malta: 3

Valletta: 2013-2014, 2017-2018
Sliema Wanderers: 2015-2016